# Фенология
Фенологията, като клон на науката агрометеорология, се занимава с установяване на взаимните връзки между сезонните явления в живота на растенията (техния растеж, развитие и продуктивност) и агрометеорологичните и агроклиматичните условия.

## Обща информация
Началото на фенологичните наблюдения в България е през 1891 г., а система за провеждане на такива наблюдения е изградена през 1952 г.
Традиционният метод на фенологията е визуалният, т.е. регистрират се моментите на настъпване на външни промени в растителните организми по окомерни наблюдения. Задачата на наблюденията е точно да се регистрират по дати фенологичните фази.
Рутинни наблюдения в географска мрежа се извършват на представителни полета, където културата е засята и отглеждана в оптималния срок на сеитба и при оптимални нива на агротехническите елементи. Изискванията за избор на наблюдателен участък включват също така следното:
- за полски култури: участъкът да има площ над 10 дка, да отстои на 100 м от главен път и гора, да се формират 4 повторения с размер над 2,5 дка всяко;
- за зеленчукови култури: участъкът с една култура да не бъде по-малък от 1 дка;
- за овощни култури: наблюденията да се водят за основните сортове на всяка култура, като се избират по 5 представителни дървета за 1 повторение от сорт.

Едновременно с регистрирането на фенологичните фази се извършва и регистриране на основните агротехнически мероприятия, както следва:
- за есенно-житните култури: от предсеитбената обработка до прибирането;
- за пролетни култури: от основната оран до прибирането;
- за трайни насаждения и др. многогодишни култури: мероприятията извършени от 01.01. до 31.12.

## Фенологична фаза и междуфазен период
Фенологична фаза е „външните морфологични изменения, свързани с процеса на развитие на растенията (от поникване до образуване на семена)“.
Причините за голямото разнообразие във времето на настъпване на фенологичните фази са: наследствени качества, дата на сеитбата, продължителността на деня, метеорологичните условия, презимуването и др.
Задължително условие е записването на сорта, тъй като в земеделието се отглеждат сортове с различна ранозрялост, което се отразява на момента на настъпване на фенологичните фази. В практиката при една култура се използват тези сортове, които са подходящи за отглеждане в определен район.
Междуфазен период е, от една страна, продължителността на периода между настъпването на различните фенологични фази при културите и, от друга страна, агрометеорологичната характеристика на този период – средна температура на въздуха и почвата, сума на положителните, активните или ефективните температури на въздуха, сума на валежите, дефицит на валежите, коефициенти на засушливост и т.н.

## Фенометрия
Биометричната фенология (фенометрията) като част от фенологичните наблюдения се занимава с измерване на моментния линеен, площен и тегловен растеж при растенията и установяване на неговата динамика. Такива измервания се правят на единици растения или на единица площ. Например:
(Пример 1) Към края на фаза братене и начало на фаза вретенене при пшеницата се правят следните биометрични измервания и анализи: брой на растенията на 1 кв. м, брой на братята на 1 m² (от двете измервания може да се определи броя на братята на 1 растение, което е също така коефициента на братимост); свежа и абсолютно суха маса на надземната част на растенията на 1 кв. м, което показва биологичната продуктивност на посева към същата фаза и т.н.
(Пример 2) Към фаза изкласяване на пшеницата се прави измерване на броя на растенията, броя на братята и броя на класоносните стъбла. От последните два показателя се изчислява показател, наречен „коефициент на продуктивната братимост“ и т.н.

## Използване на фенологичната информация
Събирането на фенологична информация позволява да се търсят корелационни зависимости, които са от изключителна важност за планиране на производството. Например:
(Пример 1) Установяването на зависимостите между настъпването на фенологичните фази и агрометеорологичните условия дават информация за избора на най-подходящ срок за сеитба на културата в определен район;
(Пример 2) Намирането на корелационна зависимост между продължителността на междуфазния период и формирането на биологичния добив позволява да се прогнозира на национално ниво очакваното производство и да се търсят пътища за реализацията му 1 – 2 месеца преди прибиране на продукцията;
(Пример 3) Корелационните връзки между динамиката във формирането на биологичния добив и метеорологичните условия при различните сортове са показателни за тяхното правилно райониране на територията на страната и служат за насочване на селекцията на нови сортове в определена посока.

## Фенологични карти
За изработването на фенологични карти се използват многогодишни данни за настъпването на фенологичните фази на дадена култура от множество фенологични пунктове, разположени в мрежа. Мрежата от фенологични станции следва да обхваща цялото почвено-климатично и стопанско разнообразие на страната.
Многогодишните данни се осредняват и за всеки пункт се получава средна дата на настъпване на фенологичната фаза. Отклоненията, по-големи от една седмица, по години се наричат феноаномалии. Изследването на феноаномалиите дава информация за влиянието на екстремалните явления върху развитието на културите.
Ако свържем пунктовете с еднакви или много близки дати ще получим криви по територията на страната, които се наричат изофени. Изработването на фенологични карти обикновено става на национално ниво и служи за прогноза и сигнализация на очакваните изменения през всяка календарна година

## Основни фенологични фази по култури
Във фенологичната мрежа на България е възприето да се правят наблюдения на настъпването на следните фенологични фази по култури:

### При зърнено-житните култури със слята повърхност (пшеница,ечемик,ръж,овеси др.)
- поникване – редовете са добре очертани;
- трети лист – третият лист има дължина 1 – 1,5 см;
- братене – първият брат се е показал в пазвата на първия лист;
- възобновяване на вегетацията при зимните култури – признак е появата на свежа зеленина, обикновено става след като температурата на въздуха премине 5 °С;
- вретенене – начало на удължаването на долното междувъзлие и когато на 1 – 2 см над повърхността се очертае първият стъблен възел;
- изкласяване (изметляване при овес и ориз) – когато класът или метлицата се покажат наполовина от пазвата на най-горния лист;
- цъфтене (при пшеница и ръж);
- млечна зрялост – цветът на зърното е зелен, при притискане обвивката се спуква и съдържанието на зърното е с бял цвят и излиза навън;
- восъчна зрялост – консистенцията на съдържанието на зърното е с восъчно подобен вид и цвят;
- пълна зрялост – стъблата и възлите са с тъмножълт цвят, зърната са твърди.

### Прицаревица
- поникване;
- листообразуване – наблюдава се по класификациятана ФАО, върху 10 маркирани растения и се отбелязва появата на всеки лист;
- изметляване – край на листообразуването, метлицата се появява във влагалището на последния лист;
- цъфтене на метлицата – прашниците се разпукват;
- изсвиляване – моментът на поява на свилата извън кочана;
- потъмняване на свилата;
- млечна зрялост – сухото вещество на зърното съставлява 35 – 40 %;
- восъчна зрялост – сухото вещество съставлява 60 – 65 %;
- пълна зрялост – зърното е втвърдено, а сухото му вещество е над 80 %, обвивните листа обикновено побеляват.

### Прифасул
- поникване;
- трети същински лист (първи троен лист);
- цъфтене – отбелязва се началото, масовия цъфтеж и края на цъфтежа;
- узряване (начало и край) – видимо е пожълтяване на бобовете и една част от тях при притискане се разпукват, долните листа са пожълтели.

### Присоя
- поникване;
- трети същински лист;
- образуване на раклонения – поява на зачатъци на разклоненията в пазвите на листата;
- цъфтене (започва от долните етажи);
- край на цъфтежа;
- образуване на бобове – при дължина на първите бобове 1 см;
- узряване – характеризира се с пожълтяване на първите бобове, а края на узряването настъпва когато около 75 % от бобовете са пожъл-тели, а семената са твърди.

## Прислънчоглед=
- поникване;
- втори чифт същински листа;
- четвърти чифт листа;
- образуване на съцветие (бутонизация) – големината на бутона на върха на растението е около 2 см;
- цъфтеж – за начало се приема разцъфтяването на периферните тръбести цветове на 25 % от растенията;
- узряване – покафеняване и засъхване на листата на питата, а семената придобиват характерния си цвят.

### При овощни култури]
- набъбване на плодните пъпки – след повишаване на средната денонощна температура над 5 °С;
- разпукване на плодните пъпки;
- разтваряне на първите листа от растежните пъпки;
- показване на венчелистчетата – показва се връхната оцветена част на венечните листа;
- цъфтене – началото на фазата е когато средно 25 % от цветовете на едно дърво са разцъфнали, масов цъфтеж – при разцъфнали 75 %, а край на цъфтежа – при окапали венчелистчета на 75 % от цветовете;
- узряване на плодовете (специфично по овощни видове);
- есенно оцветяване на листата – когато промяната в естествения цвят на листата обхване 50 % от растенията;
- листопад – когато на 50 % от дърветата са с окапали листа.

### Приягода
- начало на вегетация – в средата на розетката от презимували листа се появяват нови листа като миши уши;
- образуване на съцветие – поява на цветни пъпки в средата на новата розетка;
- цъфтеж – поява на първите разцъфнали цветове;
- поява на ластуни (пълзящи стъбла);
- узряване на плодовете – отбелязва се начало и края на фазата.

### Прилоза
- сокодвижение (плач);
- набъбване на пъпките;
- разпукване на пъпките;
- развитие на първи лист;
- поява на съцветие (реса);
- цъфтене – когато венчелистчетата се отделят и окапват като калпачета;
- прошарване (омекване) на зърната – при черните и червените сортове се появяват тъмносини и розови петна, а при белите ципата на зърната придобива матово бяла и слабо прозрачна окраска;
- физиологична зрялост (различна за различните сортове форма и цвят на зърната);
- есенно оцветяване на листата;
- листопад;
- узряване на леторастите – когато 2/3 от дължината на младия подраст е придобила кафява окраска на кората.

### При зеленчукови култури

#### Прикраставица
- поникване;
- първи същински лист;
- трети същински лист;
- разклоняване;
- цъфтене;
- формиране на плодовете – когато първата краставичка достигне 2 – 3 см;

#### Придомат,пиперипатладжан
- поникване;
- първи същински лист;
- трети същински лист;
- бутонизация – при доматите цветните пъпки са събрани в съцветие, при пипера – поединично или на групи, при патладжана – поединично;
- цъфтене;
- узряване.